# Uruguayella pygmaea
Uruguayella pygmaea är en svampdjursart som först beskrevs av Hinde 1888.  Uruguayella pygmaea ingår i släktet Uruguayella och familjen Spongillidae. Inga underarter finns listade i Catalogue of Life.